# Melanonidae
Melanonidae é uma família de peixes actinopterígeos pertencentes à ordem Gadiformes.

## Taxonomia
- Gênero Melanonus
  - Melanonus gracilis Günther, 1878
  - Melanonus zugmayeri Norman, 1930